# Santa Lúcia nos Jogos Olímpicos de Verão da Juventude de 2010
Santa Lúcia participou dos Jogos Olímpicos de Verão da Juventude de 2010 em Cingapura. A delegação desta pequena nação caribenha foi composta por cinco atletas que competiram em quatro esportes.

## Atletismo
| Evento          | Atleta       | Qualificação  | Qualificação | Final      | Final        |
| Evento          | Atleta       | Resultado     | Posição      | Resultado  | Posição      |
| --------------- | ------------ | ------------- | ------------ | ---------- | ------------ |
| 400 m masculino | Rosen Daniel | Não completou | -- (-- q2)   | Não largou | -- (Final D) |

## Boxe
| Atleta            | Evento                          | Preliminares             | Disputa pelo 5º lugar         | Pos. final |
| ----------------- | ------------------------------- | ------------------------ | ----------------------------- | ---------- |
| Lyndell Marcellin | Peso meio-médio-ligeiro (64 kg) | VEN Samuel Zapata D 0-11 | AFG Muhammad Oryakhil V 12-10 | 5º         |

## Natação
| Evento                | Atleta       | Qualificação | Qualificação | Semifinais  | Semifinais   | Final       | Final       |
| Evento                | Atleta       | Resultado    | Posição      | Resultado   | Posição      | Resultado   | Posição     |
| --------------------- | ------------ | ------------ | ------------ | ----------- | ------------ | ----------- | ----------- |
| 50 m livre masculino  | Julien Brice | 24.85        | 25º (1º q4)  | Não avançou | Não avançou  | Não avançou | Não avançou |
| 100 m livre masculino | Julien Brice | 55.01        | 41º (2º q2)  | Não avançou | Não avançou  | Não avançou | Não avançou |
| 50 m livre feminino   | Siona Huxley | 28.81        | 40º (7º q5)  | Não avançou | Não avançou  | Não avançou | Não avançou |
| 50 m costas feminino  | Siona Huxley | 30.86        | 12º (4º q1)  | 30.98       | 13º (7º sf1) | Não avançou | Não avançou |

## Vela
| Atleta           | Evento            | Regata | Regata | Regata | Regata | Regata | Regata | Regata | Regata | Regata | Regata | Regata | Regata | Total | Posição |
| Atleta           | Evento            | 1      | 2      | 3      | 4      | 5      | 6      | 7      | 8      | 9      | 10     | 11     | M      | Total | Posição |
| ---------------- | ----------------- | ------ | ------ | ------ | ------ | ------ | ------ | ------ | ------ | ------ | ------ | ------ | ------ | ----- | ------- |
| Stephanie Lovell | Byte CII feminino | 9      | 23     | 26     | 24     | 23     | 20     | 23     | 24     | 28     | 10     | 22     | 24     | 202   | 23º     |

Notas:
- M - Regata da Medalha
- OCS – On the Course Side of the starting line
- DSQ – Disqualified (Desclassificado)
- DNF – Did Not Finish (Não completou)
- DNS – Did Not Start (Não largou)
- BFD – Black Flag Disqualification (Desclassificado por bandeira preta)
- RAF – Retired after Finishing (Aposentou-se após completar a prova)